# Urban Tricking
Urban Tricking er en bevægelseskunst nært beslægtet med Le Parkour. I Urban Tricking handler det til forskel fra Le Parkour om at lave visuelt flotte spring.
I Parkour går filosofien på en kommen fra punkt A-B. Urban Tricking handler om at se muligheder i det urbane miljø, og som navnet antyder, at udøve tricks i bymiljøet.
I Danmark har det danske parkour hold Team JiYo været forgængere for subkulturen og via deres forum forum.540.dk har de været med til at udbrede kendskabet til både Urban Tricking og Le Parkour.